# Oberonia katakiana
Oberonia katakiana är en orkideart som beskrevs av A.Nageswara Rao. Oberonia katakiana ingår i släktet Oberonia och familjen orkidéer.
Artens utbredningsområde är Arunachal Pradesh. Inga underarter finns listade i Catalogue of Life.